# Jari Haapalainen
Jari Heikki Haapalainen, född 6 juni 1971 i Karlskoga, uppvuxen i Luleå, är en sverigefinsk gitarrist, kompositör och musikproducent. 
Jari Haapalainen är uppvuxen i Luleå men bor efter en lång tid i Stockholm i Berlin. Han har varit medlem i bandet The Bear Quartet, där han var gitarrist, men även haft sidoprojektet Heikki. Nu förknippas han främst med JH3-Jari Haapalainen Trio samt verkar som producent åt artister i Sverige och utomlands.

## Diskografier

### Under eget namn
- 2016 - Fusion Machine (med JH3-Jari Haapalainen Trio, Moserobie)[3][4]
- 2017 - Fusion Madness (med JH3-Jari Haapalainen Trio, Moserobie)
- 2017 - Fusion Nation (med JH3-Jari Haapalainen Trio, Moserobie)
- 2025 - ABOUT EQUALITY

### Som producent (urval)
- A Taste of Ra: Morning Of My Life
- Mattias Alkberg BD: Ditt Hjärta Är En Stjärna
- The Bear Quartet: 15 album
- Camera Obscura: Let's Get Out of This Country, My Maudlin Career
- The Concretes: The Concretes, Hey Trouble
- Nicolai Dunger: sex album
- Eldkvarn: fem album
- Anna Maria Espinosa: Glowing With You
- Kajsa Grytt: Brott & Straff - historier från ett kvinnofängelse, En kvinna under påverkan, Jag ler, jag dör
- Ed Harcourt: Strangers, The Beautiful Lie
- Heikki: Heikki, Heikki II
- Honey Is Cool: Bolero!, Early Morning Are You Working?, Baby Jane
- Frida Hyvönen: tre album
- [ingenting]: Tomhet, Idel Tomhet
- The (International) Noise Conspiracy: tre album
- Johnossi: All They Ever Wanted
- Siri Karlsson: tre album
- Markus Krunegård: Rastlöst Blod
- Laakso: fyra album
- Lacrosse: Bandages For The Heart
- Eric Malmberg: Verklighet & Beat
- Moneybrother: fyra album
- The Plan: Walk For Gold
- Sahara Hotnights: Sahara Hotnights
- Christopher Sander: Jorden Var Rund
- Stella Rocket: Stella Rocket
- The Tiny: Starring: Someone Like You
- True Moon-True Moon
- Rebecka Törnqvist: Scorpions
- Kristofer Åström & Hidden Truck - två album
- Vega: två album
- Vånna Inget: Ingen Botten
- Crash Nomada: Crash Nomada